# CNIM
CNIM, anciennement Constructions navales et industrielles de la Méditerranée, est un équipementier et ensemblier industriel français de dimension internationale. Le groupe, qui compte parmi ses clients des grandes entreprises privées et publiques, des collectivités locales et des États, intervient dans les secteurs de l'environnement, de l'énergie, de la défense et des hautes technologies. Il est coté à la bourse de Paris.
Le 15 novembre 2022, le Tribunal de commerce de Paris prononce la liquidation judiciaire de CNIM Groupe, dont une partie des activités est reprise par d’autres entreprises.

## Historique
Créée en 1856, CNIM est une entreprise de taille intermédiaire (ETI). Le nom CNIM (Constructions navales et industrielles de la Méditerranée) est adopté en 1966. C'est la première entreprise en grève du département lors de Mai 68 en Provence.
Longtemps spécialisée dans la construction navale, les CNIM avaient créé dans les années 1970 un département installations terrestres (MIT) puis division industrielle et thermique (DIT) en livrant des chaudières, des turbines (sous licence GE) des escalators et des usines d'incinération d'ordures ménagères (UIOM) dont celle de Toulon. La construction navale ayant disparu, l'entreprise a continué ses activités terrestres toujours sous le nom CNIM.

### Difficultés financières et disparition
Le 20 juillet 2016, les CNIM ont cherché un repreneur capable d’investir pour assurer la croissance de ses filiales Babcock Wanson. Ce partenaire est le Fonds de consolidation et de développement des entreprises (FCDE). Par ce projet de cession, les CNIM entendent se donner les moyens requis pour accélérer son développement technologique et commercial et permettre à Babcock Wanson de poursuivre son développement international.
Le 22 mars 2019, le groupe CNIM prend le contrôle de la société française Airstar Aerospace via l'acquisition de 85% de son capital. Conséquemment, la société Airstar Aerospace est renommée CNIM Air Space. CNIM Air Space est spécialisée dans la conception et la production d'aérostats, et de protections thermiques pour satellites.
Début 2020, les difficultés de son principal partenaire britannique entraînent une perte de 60 millions d'euros pour CNIM,. Cet événement pousse CNIM à être « proche du démantèlement »,.
En janvier 2022, l'entreprise est proche de la faillite et demande l'ouverture d'une procédure de sauvegarde auprès du Tribunal de commerce de Paris. À l’automne 2022, la division CNIM Systèmes Industriels est reprise par le groupe lyonnais Réel, et Hemeria reprend les activités de la division CNIM Air Space, rebaptisées Hemeria Airship. La dissolution du groupe CNIM est prononcée le 16 novembre 2022.

## Activités
Le groupe est dirigé par Nicolas Dmitrieff, président du directoire.

### Productions
- Système de pose rapide de travures
- Trottoir roulant rapide : production abandonnée, ainsi d'ailleurs que toute l'activité transport mécanique
- escalators
- travelators
- ascenseurs
- Engin de débarquement amphibie rapide
- Centrale solaire eLLO
- Pont flottant motorisé
- Traitement des déchets
- Traitement de la biomasse
- Equipements pour ITER
- Equipements pour le LMJ

## Actionnaires
Liste au 18 avril 2019.
| Nom                                                       | Actions   | %      |
| Famille Dmitrieff Herlicq Christiane                      | 1 712 735 | 56,6%  |
| Famille Herlicq Francois                                  | 466 515   | 15,4%  |
| Constructions navales et industrielles de la Méditerranée | 171 846   | 5,68%  |
| Invesco Advisers                                          | 106 776   | 3,53%  |
| Cnim Participation                                        | 85 704    | 2,83%  |
| Quaero Capital                                            | 63 125    | 2,08%  |
| Stanwahr                                                  | 48 264    | 1,59%  |
| Fidelity (Canada) Asset Managemen                         | 10 000    | 0,33%  |
| D & F Financial Service                                   | 9 000     | 0,30%  |
| Fidelity Management & Research                            | 1 924     | 0,064% |